# The 51st State
The 51st State ook bekend als Formula 51 is een actie-comedyfilm uit 2001 onder regie van Ronny Yu, met Samuel L. Jackson en Robert Carlyle in de hoofdrollen.

## Verhaal
Farmaceut Elmo McElroy heeft de formule voor de perfecte drug. Hij probeert zijn product in Liverpool te verkopen voor enkele miljoenen dollars. Er zijn echter nog meer mensen die zijn formule willen kopen.

## Acteurs
| Acteur            | Personage            |
| ----------------- | -------------------- |
| Samuel L. Jackson | Elmo McElroy         |
| Robert Carlyle    | Felix DeSouza        |
| Emily Mortimer    | Dakota “Dawn” Parker |
| Meat Loaf         | “The Lizard”         |
| Rhys Ifans        | Iki                  |
| Ricky Tomlinson   | Leopold Durant       |
| Sean Pertwee      | Virgil Kane          |